# شهرستان نیوتون (جورجیا)
شهرستان نیوتون، جورجیا (به انگلیسی: Newton County, Georgia) یک سکونتگاه مسکونی در ایالات متحده آمریکا است که در جورجیا واقع شده‌است.